# Bulbul groguenc
El bulbul groguenc (Pycnonotus flavescens) és una espècie d'ocell de la família dels picnonòtids (Pycnonotidae). Es troba a Bangladesh, Xina, l'Índia, Laos, Myanmar, Tailàndia i Vietnam. Els seus hàbitats principals són els boscos tropicals i subtropicals de frondoses humits de les terres baixes i de l'estatge montà, els matollars humits i d'altitud tropicals i subtropicals i les àrees forestals fortament degradades. El seu estat de conservació es considera de risc mínim.